# Iñaki Aguilar
Iñaki Aguilar Vicente, född 9 september 1983 i Barcelona, är en spansk vattenpolomålvakt. Han ingick i Spaniens landslag vid olympiska sommarspelen 2008, 2012 och 2016. 
Aguilar spelade sex matcher i herrarnas turnering i vattenpolo vid olympiska sommarspelen 2012.
Aguilar tog VM-silver för Spanien i samband med världsmästerskapen i simsport 2009 i Rom.